# Боков, Иван Павлович
Иван Павлович Боков (род. 15 января 1927, Ситовка, Тамбовская губерния) — советский передовик строительной промышленности. Заслуженный строитель РСФСР. Герой Социалистического Труда (1971).

## Биография
Родился 15 января 1927 года в селе Ситовка Липецкого уезда Тамбовской губернии.
С 1941 года, И. П. Боков в четырнадцать лет начал трудиться в колхозе Липецкого района.
С 1944 года поступил на завод «Свободный сокол», работал — учеником электрика и электромонтёром. С 1945 по 1949 годы служил в рядах Красной Армии.
С 1949 года после увольнения из рядов Вооруженных Сил СССР начал работать — каменщиком в строительном управлении № 3 треста «Промстрой».
В 1951 году И. П. Боков был назначен — бригадиром строительном управлении № 3 треста «Промстрой». Бригада под руководством И. П. Бокова первой в тресте была удостоена звания — коллектива коммунистического труда.
Бригада И. П. Бокова принимала активное участие в возведении цехов Новолипецкого металлургического комбината, завода «Свободный сокол», тракторного завода «Центролит» и множество других промышленных и гражданских объектов в городе Липецке и Липецкой области. Указом Президиума Верховного Совета СССР за отличие в труде И. П. Боков был награждён Орденом Ленина и почётного звания — Заслуженный строитель РСФСР.
5 апреля 1971 года Указом Президиума Верховного Совета СССР (неопубликованным) «за выдающиеся успехи в выполнении заданий пятилетнего плана по строительству и вводу в действие производственных мощностей, жилых домов и объектов культурно-бытового назначения» Иван Павлович Боков был удостоен звания Героя Социалистического Труда с вручением Ордена Ленина и золотой медали «Серп и Молот».
Избирался депутатом Липецкого областного Совета депутатов трудящихся.
С 1985 года вышел на заслуженный отдых.
Жил в городе Липецке.

## Награды
- Медаль «Серп и Молот» (5.04.1971)
- Два Ордена Ленина

### Звания
- Заслуженный строитель РСФСР